# Черепашки-ниндзя: Следующая мутация
«Черепашки-ниндзя: Следующая мутация» (англ. Ninja Turtles: Next Mutation) — американский игровой телесериал, созданный Saban Entertainment про черепашек-ниндзя. Впервые транслировался на канале Fox Kids в 1997—1998 годах.
Сериал рекламировался как продолжение мультсериала 1987 года, хотя многое в нём взято из трилогии игровых фильмов. Например, черепашки живут на заброшенной станции метро, показанной во втором и третьем фильмах. Частично сериал основан на четвёртом, так и не вышедшем, фильме Teenage Mutant Ninja Turtles IV : The New Mutation, планировавшемся к релизу в 1994—1995 году.
Сериал снимался в Ванкувере в Британской Колумбии, Канада.

## Сюжет
Черепашки-ниндзя и их учитель живут в заброшенной станции метро, периодически подвергаясь нападениям клана Фут во главе со Шреддером. В то же время в мир пытаются проникнуть новые враги — драконы, заточенные в священном зеркале древним китайским мудрецом. Однажды мастер Сплинтер оказывается схвачен ими в священном мире снов, куда он часто отправлял своё сознание для обретением покоя и мудрости. Его друг из Китая — учитель Чанг Ай (Chung I) — пытаясь спасти крысу, пал от рук драконов, но успел отправить свою ученицу Мэй Пей Чи (Mei Pieh Chi) в Нью-Йорк на помощь Сплинтеру, так как помимо него только она могла проникнуть в мир снов.
Ученица тоже оказалась черепашкой и получила от Микеланджело новое имя — Венера Милосская. Она помогла черепашкам в очередной раз одолеть Шреддера, спасти Сплинтера и вообще присоединилась к их компании. Со временем драконы вырвались на волю, и Повелитель драконов (Dragonlord) захотел узнать секрет силы мутантов. Драконы обосновались в Нью-Йорке и начали затяжную борьбу с черепашками.

## Персонажи
Кроме четырёх основных черепашек — Леонардо (Гейб Хот, голос — Майкл Добсон), Микеланджело (Джарред Бланкард, голос — Кирби Морроу), Донателло (Ричард Йи, голос — Джейсон Грей-Стэнфорд) и Рафаэля (Митчелл А. Ли Юн, голос — Мэтт Хит) — в сериале была представлена пятая черепашка, больше не появлявшаяся ни в одном из произведений — Венера Милосская (Николь Паркер, голос — Лалайниа Линдберг). В 2007 году режиссёр Кевин Мунро рассказах о правилах, данных ему Питером Лэрдом для съемок TMNT, среди которых было «никакого упоминания о Венере».
В сериале также появляются и наставник Сплинтер и главные антагонисты черепашек — Шреддер (Патрик Пон, голос — Дуг Паркер) и его клан Фут. Кроме того, представлено и множество новых для франчайза персонажей, таких как горилла Бонго, Повелитель драконов (Джеральд Вонг, голос — Кристофер Газе), один из последних йети Серебро и вампиры во главе со своей королевой. В то же время Кейси Джонс и Эйприл О'Нил в сериале отсутствовали.

## Создатели
- Авторы сценария — Хаим Сабан, Кевин Истмэн, Питер Лэрд, Дэн Кларк, Ронда Смайли, Алан Суэйзи, Тодд Свифт, Эрик Уэйнтал
- Режиссёры — Роберт Ли, Рэймонд Шоу, Эд Эндерс, Ричард Флауэр
- Продюсеры — Хаим Сабан, Рэймонд Шоу, Рэнди Чевелдэйв, Алан Ливайн, Розанн Милликен, Джеймс Шевик
- Композиторы — Ларри Сеймур, Джереми Свит
- Оператор — Генри Чан

## Список серий
| № | Название                                         | Режиссёр                                                                            | Автор сценария                                                                | Премьера в США |
| --- | ------------------------------------------------ | ----------------------------------------------------------------------------------- | ----------------------------------------------------------------------------- | --- |
| 15 | «East Meets West» «Восток встречается с Западом» | Ричард Мартин (1-я и 2-я части) Клэй Борис (3-я и 4-я части) Майкл Мазо (5-я часть) | Дэн Кларк (1-я/4-я части) Майкл Мэйхью (4-я и 5-я части)                      | 12 сентября 1997 (1-я часть) 19 сентября 1997 (2-я часть) 26 сентября 1997 (3-я часть) 3 октября 1997 (4-я часть) 10 октября 1997 (5-я часть) |
| 1-я часть: В то время как Шреддер и его Клан Фут продолжают безуспешно охотиться на Черепах, Сплинтер попадает в ловушку в Царстве Снов во время медитации. Китайский мастер шиноби Чанг I предупреждает его, что Лорд Дракон сделал Царство Снов нестабильным и пытается использовать это нарушение как способ войти в реальный мир. Чанг И отправляет свою призовую ученицу Май Пай Чи из Китая в Нью-Йорк, чтобы помочь теперь пойманному в ловушку Сплинтеру. При снятии капюшона выясняется, что она тоже черепаха-мутант. 2-я часть: Однажды встретившись с черепахами в их логове в Нью-Йорке, ученица Чан И объясняет, что она тоже мутировала вместе с черепахами в канализации Нью-Йорка, и что она сама была смыта вниз по течению и была найдена Чангом I в Чайнатауне. После нападения клана Фут Микеланджело называет ее «Венера Милосская», имея в виду голову статуи, которую она несла после нападения. Как группа, они проникают в штаб-квартиру клана Фут, и Венера использует свою магию Шиноби, чтобы уничтожить злую личность Шреддера и положить конец клану Фут. 3-я часть: Венера успешно учит Черепах войти в Царство Снов, и они могут освободить Сплинтера, после чего он пробуждается от своего медитативного состояния. К сожалению, Лорд Дракон и его приспешники (так называемые «Ранг») также следуют через портал в реальный мир, и Лорд Дракон клянется убить и съесть Черепах, чтобы поглотить их силы мутантов для себя. 4-я часть: Лорд Дракон отправляет своего миньона, Фитиля и нескольких ранговых драконов в мир, чтобы собрать ингредиенты для сыворотки непобедимости. Они не могут найти достаточно ингредиентов для более чем нескольких доз, поэтому они пытаются собрать требуемые экзотические кости в зоопарке Бронкса. Черепахи перехватывают их и работают вместе, чтобы сорвать их план. 5-я часть: Повелитель Драконов посылает в зоопарк еще больше ранговых драконов, чтобы прикончить черепах, снабженных дополнительными дозами их сыворотки непобедимости. Донателло обнаружил, что сыворотка на самом деле является просто плацебо, из-за чего Ранг отступает от боя. В то время как Лорд Дракон клянется отомстить, Черепахи понимают, что различия в том, как они справляются с ситуациями, делают их отличной командой при совместной работе. |                                                  |                                                                                     |                                                                               | |
| 6 | «The Staff of Bu-Ki» «Жезл Бу-Ки»                | Майкл Мазо                                                                          | Рамон Пирузян                                                                 | 17 октября 1997 |
| Лорд Дракон использует временную деформацию, чтобы украсть Посох Бу-Ки, древнюю реликвию, которая делает магию Шиноби бесполезной. Он успешно уводит Венеру от Черепах в попытке нейтрализовать ее способности и победить ее, но Черепахи появляются вовремя, чтобы спасти ее, снова помешав Лорду Дракону. |                                                  |                                                                                     |                                                                               | |
| 7 | «All in the Family» «Семья в сборе»              | Джеймс Тейлор                                                                       | Эрик Вайнталь                                                                 | 24 октября 1997 |
| Черепахи встречают браконьера в канализации: Саймона Костяной Стали. Когда они узнают, что он пытается продать детеныша морской черепахи на черном рынке, они осознают свою врожденную связь с другими черепахами и разрабатывают план по спасению детеныша черепахи. Костяной стали мешают, но он убегает и клянется поймать черепах. |                                                  |                                                                                     |                                                                               | |
| 8 | «Silver and Gold» «Серебро и золото»             | Дон МакКатчеон                                                                      | Тодд Свифт                                                                    | 31 октября 1997 |
| Черепахи думают, что Микеланджело сумасшедший, когда он сталкивается с гигантским говорящим гориллом-гангстером по имени Сильвер. Когда они обнаруживают, что он настоящий, и пытаются помешать ему ограбить хранилище, Сильвер запирает Венеру в хранилище с помощью бомбы с таймером. Донателло в самый последний момент взламывает комбинацию хранилища, спасая Венеру от неминуемой гибели, в то время как Сильвер сбегает в ночь. |                                                  |                                                                                     |                                                                               | |
| 9 | «Turtles' Night Out» «Черепашки в ночи»          | Джеймс Тейлор                                                                       | Алан Свайзи                                                                   | 7 ноября 1997 |
| Пиратское радио-шоу Микеланджело, The Sewer Hour, проводит костюмированный рейв для сбора денег на вымирающих животных, что дает Черепахам возможность танцевать всю ночь напролет с другими людьми, которые считают, что их внешний вид в виде черепах - всего лишь костюм. К сожалению, появляется Бонстел и пытается испортить вечеринку. В конце концов, он стал предметом шуток, и вечеринка собирает 1200 долларов для благотворительной организации, находящейся под угрозой исчезновения. |                                                  |                                                                                     |                                                                               | |
| 10 | «Meet Dr. Quease» «Встречайте доктора Куизи»     | Роб Стюарт                                                                          | Майкл Мэйхью                                                                  | 14 ноября 1997 |
| Донателло ускользает, чтобы посмотреть лекцию своего любимого эксцентричного биолога доктора Корнелиуса Куиза. Ранг захватывает доктора за его познания в области науки о мутациях, и Донателло пытается убедить Черепах спасти доктора. Когда Донателло решает сделать это в одиночку, он обнаруживает, что доктор Куиз был потрясен даром современной лаборатории, предоставленной Лордом Драконом, и Черепахи инициируют спасательную миссию, чтобы спасти Донателло. Они спасают своего брата, но Куиз остается на службе у Лорда Дракона. |                                                  |                                                                                     |                                                                               | |
| 11 | «Windfall» «Золотое дно»                         | Дон МакКатчеон                                                                      | Барри Джулен                                                                  | 21 ноября 1997 |
| Сильвер пытается украсть выигрышный лотерейный билет у пожилого мужчины, но вместо этого он оказывается в руках Микеланджело. Пока Микеланджело думает обо всех возможных способах потратить свой выигрыш, Сильвер делает все возможное, чтобы вернуть себе выигрышный билет. В конечном итоге ему мешают Черепахи, и ни Сильвер, ни Черепахи не получают выигрышного билета. |                                                  |                                                                                     |                                                                               | |
| 12 | «Truce or Consequences» «Перемирие или смерть»   | Ян Паттерсон                                                                        | Кен Хотц и Спенсер Райс                                                       | 22 ноября 1997 |
| Вик становится поклонником пиратского радио-шоу Микеланджело «Час канализации». Услышав трансляцию о восстании против репрессивной власти, Лорд Дракон вводит в действие план, чтобы заманить Микеланджело, притворившись фанатом. Ранг захватывает Микеланджело, но оставшиеся Черепахи придумывают план по спасению Микеланджело, в котором они притворяются, что сдаются Лорду Дракону. |                                                  |                                                                                     |                                                                               | |
| 1316 | «Unchain My Heart» «Освободите моё сердце»       | Роб Стюарт (1-я часть) Отта Ханус (2-я часть) Скотт Атех (3-я и 4-я части)          | Ронда Смайли (1-я и 3-я части) Барри Джулен (2-я часть) Дэн Кларк (4-я часть) | 6 февраля 1998 (1-я часть) 13 февраля 1998 (2-я часть) 20 февраля 1998 (3-я часть) 27 февраля 1998 (4-я часть)                                |
| 1-я часть: Показано, как двое детей в Китае по имени Чи Чу и Бинг открывают загадочный гроб. Антропоморфный скелет поднимается из гроба, в это время Чи Чу выливает на скелет магический эликсир, чтобы придать ему форму человеческой женщины. Выясняется, что дети - ее партнеры (а на самом деле им 1200 лет), и что она 2000-летний вампир по имени «Вам-Ми». Она потерпела поражение 17 лет назад от бывшего хозяина Венеры Чан И, когда он удалил ее сердце и хранил его в деревянном ящике, в то время как она была заперта в гробу. Она говорит, что ей нужно найти свое сердце и вернуть его на место в течение четырех дней, иначе она потеряет свою человеческую иллюзию и умрет раз и навсегда. Когда Бинг сообщает ей, что Венера (вместе с древней коробкой с ее сердцем) теперь в Америке, они отправляются в Нью-Йорк с миссией вернуть ее пропавшее сердце с Венеры. Пока Бонстел пытается устроить засаду на черепах, появляются Вам-Ми и компания и атакуют Венеру. Черепахи убегают, и Венера обнаруживает, что таинственная сушеная трава в ее старинном деревянном ящике теперь превратилась в бьющееся сердце. 2-я часть: Поскольку Бонстел все еще безуспешно охотится на черепах, Вам-Ми продолжает попытки найти ее сердце. Из-за ее непосредственной близости сердце начинает двигаться само, пытаясь вернуться к ней. Венера настаивает на том, чтобы они держали его подальше от нее, однако другие Черепахи считают, что им лучше отдать сердце Вам-Ми в обмен на то, что она оставит Черепах в покое. Пока Венера спит, Рафаэль тайно выпускает сердце на улицу посреди ночи. Однако, столкнувшись с Вам-Ми и услышав ее признание, что они хотят убить Венеру, Черепахи передумали и вместо этого сражаются с Вам-Ми. Вампиры вынуждены бежать, когда восходит солнце, и Рафаэль тайно возвращает сердце Венере, пока она еще спит, чтобы она не знала, что они забрали сердце и почти вернули его Вам-Ми. 3-я часть: После спора о том, чьей проблемой является Вам-Ми, Венера оставляет Черепах, чтобы самостоятельно изучить груду древних свитков Шиноби, пытаясь выучить магическое заклинание Шиноби для уничтожения вампиров. Вам-Ми выслеживает ее и атакует, однако появляется Леонардо и спасает положение. Бонстел, которая также в настоящее время преследует Венеру, получает сердце Вам-Ми во время ее противостояния с Вам-Ми. Вернувшись в логово Черепах и признав, что она потеряла сердце во время драки, Леонардо убеждает Черепашек, что, если они найдут Костяную сталь, они найдут сердце. И Черепахи, и Вам-Ми в конечном итоге выслеживают Костяную Сталь одновременно, и после битвы между тремя сторонами Костная Сталь захватывает Вам-Ми и компанию в клетке, в то время как Черепахи в конечном итоге возвращают сердце в свои руки. Они запирают сердце в сейфе, не зная, что с ним делать теперь, когда оно у них вернулось. 4-я часть: Бонстел заключает сделку с Вам-Ми и компанией, чтобы вместе победить черепах. Пока Черепахи работают над различными устройствами, с помощью которых можно найти Вам-Ми и сразиться с ним, Венера продолжает практиковать магические заклинания Шиноби, чтобы победить Вам-Ми. Сначала она терпит неудачу, но, наконец, смогла овладеть заклинанием Шиноби из своих древних свитков. Черепахи выслеживают Вам-Ми, который оказывается более могущественным, чем они думали. Бонстел использует преимущество битвы и в конечном итоге захватывает Леонардо, Микеланджело, Донателло и Рафаэля, в то время как Сплинтер и Венера бегут. Черепахи обманывают Бонстела и убегают обратно в логово, где Венера использует свою телепатию, чтобы общаться с сердцем. Вам-Ми телепортируется к ее сердцу с помощью магии, а Черепахи атакуют ее солнечным светом. Вам-Ми растворяется в пепле, и она, наконец, терпит поражение. Венера размышляет о своем опыте и понимает, что теперь она является частью семьи Черепашек и настоящим воином Шиноби. |                                                  |                                                                                     |                                                                               | |
| 17 | «Mutant Reflections» «Двойники мутантов»         | Дэвид Стрэйтон                                                                      | Майкл Мэйхью                                                                  | 6 апреля 1998 |
| Доктор Куиз разрабатывает несколько роботизированных черепах по просьбе лорда-дракона и отправляет их атаковать настоящих черепах. Когда Донателло обнаруживает заговор, он проникает в лабораторию доктора Куиза и вместе с настоящими черепахами выполняет успешный план по уничтожению роботов навсегда. |                                                  |                                                                                     |                                                                               | |
| 18 | «King Wick» «Король Вик»                         | Дэвид Стрэйтон                                                                      | Алан Свайзи                                                                   | 23 апреля 1998 |
| Вик подвергается воздействию экспериментального волшебного зелья, которое он варил для лечения головной боли Лорда Дракона, и внезапно становится могущественным и высокомерным. Он обезвреживает Лорда Дракона с помощью магии и объявляет себя «Королем Уиком», а бывший Лорд Дракон отнесен к своему личному компаньону (теперь именуемому "Винни"). После неудачной атаки на черепах, собственная магия Вика возвращает его к прежнему состоянию, заставляя его вернуться к своим обязанностям в качестве компаньона Лорда Дракона. |                                                  |                                                                                     |                                                                               | |
| 19 | «Like Brothers» «Как братья»                     | Ян Паттерсон                                                                        | Ронда Смайли                                                                  | 24 апреля 1998 |
| После интенсивного спарринга Леонардо и Рафаэль спорят, вспоминая события нескольких предыдущих эпизодов в этом эпизоде, основанном на клипах. В контексте споров взад и вперед резюмируются события сюжетной арки «Восток встречается с Западом». Отрывки из нескольких дополнительных эпизодов используются для демонстрации мыслей каждой черепахи об их межличностных отношениях. Венера напоминает черепахам, что они как братья, и в конце концов убеждает их помириться. |                                                  |                                                                                     |                                                                               | |
| 20 | «Going Ape» «Появление обезьяны»                 | Отта Ханус                                                                          | Тодд Свифт                                                                    | 27 апреля 1998 |
| Рафаэль сталкивается с Бонстелом, когда он едет на мотоцикле, и его преследуют в заброшенном доме. Ранг также выслеживает Рафаэля до дома. Все три стороны вскоре обнаруживают, что гигантская горилла по имени Бонго (сбежавшая из зоопарка Бронкса) прячется в том же доме. Рафаэль и Бонстел вынуждены временно работать вместе, чтобы вырваться из затруднительного положения целиком, после чего Рафаэль оказывает поддержку сбежавшей горилле. |                                                  |                                                                                     |                                                                               | |
| 21 | «The Guest» «Гость»                              | Ричард Флауэр                                                                       | Ронда Смайли                                                                  | 4 мая 1998 |
| Слепой человеческий друг Сплинтера Андре был выселен из его квартиры, и Сплинтер настаивает, чтобы он остался с ним в логове Черепахи, пока он не найдет новое место для жизни. По пути к логову они сталкиваются с доктором Куизом и случайно меняют трость Андре на экспериментальный «стержень биоразрушителя» Куиза, новое оружие, которое он испытывает для Лорда Дракона, которое вызывает воспламенение биологической материи. Хотя изначально они сопротивлялись, Черепахи быстро подружились с Андре из-за его доброго характера. После того, как Андре уходит, Рафаэль обнаруживает, что Куиз пытается выследить Андре, чтобы забрать биоразрушитель, в результате чего Сплинтер возглавляет атаку на доктора Куиза и Ранга. Венера ломает стержень биодеструктора, заставляя Куиз сбежать, а Андре наконец переезжает в новую квартиру с помощью Сплинтера и Черепах. |                                                  |                                                                                     |                                                                               | |
| 22 | «Trusting Dr. Quease» «Довериться доктору Куизи» | Роберт Ли                                                                           | Дэн Кларк и Майкл Мэйхью                                                      | 11 мая 1998 |
| После разногласий с Лордом Драконом относительно желания доктора Куиза провести тесты на Черепахах вместо того, чтобы убивать их, доктор Куиз обращается к Донателло, чтобы помочь ему в дальнейших исследованиях мутации. Донателло соглашается, несмотря на недоверие его товарищей-черепах к Куизу, и вскоре он обнаруживает, что Куиз все еще злой после того, как черепахи отправляются на миссию по спасению Донателло. |                                                  |                                                                                     |                                                                               | |
| 23 | «The Good Dragon» «Хороший дракон»               | Роберт Ли                                                                           | Дэн Кларк и Майкл Мэйхью                                                      | 12 мая 1998 |
| Ранг прерывает игру в лазертаг между Венерой и Рафаэлем, во время которой Венера обнаруживает морально сознательного «Доброго дракона», который спасает ее во время засады. Он показывает, что все драконы были хорошими, пока Лорд Дракон не развратил их, используя обман в Царстве Снов. После битвы между Рангом и Черепахами «Добрый Дракон» противостоит Лорду Дракону и добровольно возвращается в Царство Снов через Стеклянную Тюрьму, пообещав однажды вернуться в человеческий мир, чтобы убить Лорда Дракона. |                                                  |                                                                                     |                                                                               | |
| 24 | «Sewer Crash» «Взлом системы»                    | Роберт Ли                                                                           | Дэн Кларк и Майкл Мэйхью                                                      | 13 мая 1998 |
| Во время разговора в онлайн-чате Сильвер промывает мозги Донателло с помощью компьютерного вируса, который подвергает его гипнотическим внушениям. Под этим гипнозом Донателло начинает совершать ограбления высокотехнологичных ювелирных изделий для Сильвера, пока Рафаэль не обнаружит, что происходит, и не поможет Донателло сбежать из его хватки, вырвав его из гипнотического состояния с помощью триггерного слова «банан». |                                                  |                                                                                     |                                                                               | |
| 25 | «Enemy of My Enemy» «Враг моего врага»           | Роберт Ли                                                                           | Дэн Кларк и Майкл Мэйхью                                                      | 14 мая 1998 |
| Сплинтер находит Ороку Саки (ранее Шреддер), ныне нищего, на которого напали подростки. Он спасает Ороку и возвращает его в логово черепах. Лорд Дракон обнаруживает, что Ороку обладает древней боевой реликвией, которая может увеличить его силу, которую Ороку украл у бывшего хозяина Сплинтера, названного «Золотым сюрикеном». После того, как Ороку имеет разногласия со Сплинтером и покидает логово Черепашек, Ранг выслеживает Ороку, который в конечном итоге сбегает с Золотым сюрикеном в руке и клянется вскоре вернуться к своей былой злой славе. |                                                  |                                                                                     |                                                                               | |
| 26 | «Who Needs Her» «Тот, кому она нужна»            | Ричард Флауэр                                                                       | Ронда Смайли                                                                  | 15 мая 1998 |
| Высмеянная за неспособность правильно изучить заклинание единения шиноби, Венера выбегает из логова, оставив других Черепах волшебным образом прикрепленными друг к другу с помощью магии шиноби. Это эпизод, основанный на клипах, в центре которого — воспоминания черепах о Венере. Слепленная воедино, сюжетная арка «Освободи мое сердце» резюмируется с использованием клипов, которые вспоминают Черепахи, в дополнение к воспоминаниям о событиях нескольких других эпизодов. Сплинтер может отменить заклинание, и Черепахи понимают, что Венера действительно является ценным членом их семьи, поэтому они выслеживают её только для того, чтобы обнаружить, что она уже освободилась от хватки Ранга. Венера объясняет, почему все пять черепах так хорошо работают вместе, и, обрадованные и сплоченные, они бегут в свое следующее приключение. |                                                  |                                                                                     |                                                                               | |

## Отзывы
Рецензент из IGN, обозревая сборник на DVD, дал ему 6 баллов из 10 и отметил высокое качество видео. Рэнди Миллер III из DVD Talk поставил самые высокие оценки качеству видео и аудио. В конце рецензии он подытожил, что «это далеко не лучшее воплощение Черепашек-ниндзя, но у „Следующей мутации“ есть дурацкая атмосфера „Могучих рейнджеров“, которая может понравиться более молодой аудитории».